# Gheorghe Florescu (strzelec)
Gheorghe Florescu (ur. 18 lutego 1928 w Krajowej) – rumuński strzelec, olimpijczyk, medalista mistrzostw świata i Europy.

## Kariera sportowa
Dwukrotny uczestnik igrzysk olimpijskich (IO 1968, IO 1972), na których startował wyłącznie w trapie. W Meksyku zajął 21. miejsce, natomiast w Monachium uplasował się na 14. miejscu.
Florescu 3 razy stanął na podium mistrzostw świata. W 1958 roku został drużynowym brązowym medalistą w skeecie. W 1966 roku wywalczył drużynowe wicemistrzostwo świata w trapie (skład drużyny na obu turniejach: Ion Dumitrescu, Gheorghe Enache, Gheorghe Florescu, Ștefan Popovici), kończąc indywidualne zawody na 6. miejscu. Indywidualnie zdobył również brąz w trapie podczas mistrzostw w 1971 roku. 
Stał także na podium mistrzostw Europy. W 1966 roku został drużynowym wicemistrzem kontynentu w trapie (Rumunia startowała w tym samym składzie).

## Wyniki

### Igrzyska olimpijskie
| Igrzyska       | Konkurencja | Wynik    | Miejsce | Źródło |
| -------------- | ----------- | -------- | ------- | ------ |
| Meksyk 1968    | Trap        | 191 pkt. | 21      | [ 1 ]  |
| Monachium 1972 | Trap        | 190 pkt. | 14      | [ 2 ]  |

### Medale mistrzostw świata
Opracowano na podstawie materiałów źródłowych:
| Mistrzostwa    | Konkurencja      | Wynik            | Miejsce |
| -------------- | ---------------- | ---------------- | ------- |
| Moskwa 1958    | Skeet, drużynowo | 377 pkt. (druż.) |         |
| Wiesbaden 1966 | Trap, drużynowo  | 764 pkt. (druż.) |         |
| Bolonia 1971   | Trap             | 187 pkt.         |         |

### Medale mistrzostw Europy
Opracowano na podstawie materiałów źródłowych:
| Mistrzostwa | Konkurencja     | Wynik | Miejsce |
| ----------- | --------------- | ----- | ------- |
| Lahti 1966  | Trap, drużynowo | ?     |         |